# Вистрєлово
Вистрєлово (рос. Выстрелово) — присілок в Палкінському районі Псковської області Російської Федерації.
Населення становить 31 особу. Входить до складу муніципального утворення Качановська волость.

## Історія
Від 2015 року входить до складу муніципального утворення Качановська волость.

## Населення
| 2001 | 2002 | 2010 | 2016 |
| ---- | ---- | ---- | ---- |
| 45   | ↘33  | ↘25  | ↗31  |